# Ignacio Cáceres Llorca
Ignacio Cáceres Llorca, més conegut com a Nacho Cáceres (Barcelona, 18 de juny de 1976) és un atleta i corredor de fons català, especialitzat en les proves de 10.000 metres, mitja marató i marató.
Va ser medallista de plata en els 10.000 metres a les Universíades d'estiu de 2001 a Pequín, amb un temps de 28:43.63, i l'any següent va acabar dotzè en la prova als Campionat d'Europa d'atletisme de 2002 a l'Estadi Olímpic de Múnic acabant en dotzé lloc amb un temps de 28:25.84. També va ser seleccionat per a l'equip de marató als Campionat d'Europa d'atletisme de 2010, encara que malauradament no va poder acabar la carrera. A més fou desé a la Copa d'Europa de 2005, celebrada a Barakaldo, als 10.000 metres, amb un temps de 29:04.54.
Cáceres aconseguí una marca personal a la Marató de Rotterdam 2012, ocupant el novè lloc en un temps de 2:11:58 hores. I va competir a la prova de marató dels Jocs Olímpics d'Estiu de 2012 a Londres, acabant en el lloc 31.